# Ȇ
Cette page contient des caractères spéciaux ou non latins. S’ils s’affichent mal (▯, ?, etc.), consultez la page d’aide Unicode.
Ȇ (minuscule : ȇ), appelé E brève inversée, est un graphème utilisé dans la notation de phonologie ou de poésie du croate ou du slovène.
Il s'agit de la lettre E diacritée d'une brève inversée.

## Représentations informatiques
Le E brève inversée peut être représenté avec les caractères Unicode suivants :
- précomposé (latin de base, diacritiques) :

| formes    | représentations | chaînes de caractères | points de code | descriptions                              |
| --------- | --------------- | --------------------- | -------------- | ----------------------------------------- |
| capitale  | Ȇ               | Ȇ                     | U+0206         | lettre majuscule latine e brève renversée |
| minuscule | ȇ               | ȇ                     | U+0207         | lettre minuscule latine e brève renversée |

- décomposé (latin de base, diacritiques) :

| formes    | représentations | chaînes de caractères | points de code | descriptions                                          |
| --------- | --------------- | --------------------- | -------------- | ----------------------------------------------------- |
| capitale  | Ȇ               | E◌̑                    | U+0045 U+0311  | lettre majuscule latine e diacritique brève renversée |
| minuscule | ȇ               | e◌̑                    | U+0065 U+0311  | lettre minuscule latine e diacritique brève renversée |